# Тело (фильм, 1990)
«Тело» — советский художественный фильм 1990 года режиссёра Никиты Хубова по сценарию Сергея Ливнева.

## Сюжет
В фильме рассказывается история любви между парнем и девушкой, проживающих в подмосковном посёлке. Они разыгрывают свадьбу, которая обрывается сплетней.

## В ролях
- Алла Клюка — Света Калмыкова
- Максим Беляков — Коля Панков
- Андрей Жигалов — Степан
- Елена Данова — Ира
- Евгений Серяков — работник почты
- Бронислава Захарова — любительница поэзии
- Анна Овсянникова — мама Светы
- Юрий Ваксман — следователь Мальцев
- Юрий Потёмкин — Владимир, отец Иры
- Полина Ванеева — эпизод

## Критика
Кинокритик Александр Шпагин в журнале «Искусство кино» выразил мнение, что история, рассказанная в фильме, напоминает ему блатной фольклор. Он отмечал наличие в истории элементы гиньоля и гротеска, охарактеризовав её как «абсолютно реальную».
Писатель Александр Юриков в журнале «Экран» отметил, что в фильме впервые в истории советского кино показывается по-настоящему эротическая сцена с участием Аллы Клюки и Максима Белякова. Он писал: «Сильнее бьётся сердце, и быстрее течёт по жилам кровь. Веришь, что их герои созданы для того, чтобы любить друг друга».
Киновед Александр Фёдоров считал, что фильм «нельзя упрекнуть в надуманности и „литературности“ событий». По мнению Фёдорова, физиологический очерк получился «весьма убедительным».